# Communauté de communes des Portes d'Auvergne
La communauté de communes des Portes d'Auvergne est une ancienne structure intercommunale française située dans le département de la Haute-Loire en région Auvergne-Rhône-Alpes.

## Historique
Elle est créée le 1er janvier 1995.
Le schéma départemental de coopération intercommunale, approuvé le 4 mars 2016 par la commission départementale de coopération intercommunale de la Haute-Loire, prévoit la fusion, le 1er janvier 2017, de la communauté de communes des Portes d'Auvergne (moins Varennes-Saint-Honorat) avec la communauté d'agglomération du Puy-en-Velay, la communauté de communes du Plateau de La Chaise-Dieu (moins Berbezit), la communauté de communes du Pays de Craponne, la communauté de communes de l'Emblavez et les communes du Pertuis et de Saint-Hostien (membres de la communauté de communes du Meygal).
Le 1er janvier 2017, la communauté de communes des Portes d'Auvergne fusionne au sein de la communauté d'agglomération du Puy-en-Velay, Varennes-Saint-Honorat rejoignant la communauté de communes des Rives du Haut Allier.

## Territoire communautaire

### Composition
Elle comprenait les treize communes suivantes :
| Nom                             | Code Insee | Gentilé       | Superficie (km2) | Population (dernière pop. légale) | Densité (hab./km2) |
| ------------------------------- | ---------- | ------------- | ---------------- | --------------------------------- | ------------------ |
| Saint-Paulien (siège)           | 43216      | Ruessiens     | 40,63            | 2 400 (2014)                      | 59                 |
| Allègre                         | 43003      | Allegrats     | 23,57            | 955 (2014)                        | 41                 |
| Bellevue-la-Montagne            | 43026      | Bellimontains | 32,74            | 420 (2014)                        | 13                 |
| Blanzac                         | 43030      | Blanzaniers   | 8,62             | 368 (2014)                        | 43                 |
| Borne                           | 43036      | Bornais       | 5,48             | 423 (2014)                        | 77                 |
| Céaux-d'Allègre                 | 43043      | Cellens       | 32,41            | 466 (2014)                        | 14                 |
| La Chapelle-Bertin              | 43057      |               | 11,29            | 55 (2014)                         | 4,9                |
| Fix-Saint-Geneys                | 43095      | Fixois        | 7,91             | 130 (2014)                        | 16                 |
| Lissac                          | 43122      | Lissacois     | 12,03            | 267 (2014)                        | 22                 |
| Monlet                          | 43138      | Monletois     | 35,70            | 388 (2014)                        | 11                 |
| Saint-Geneys-près-Saint-Paulien | 43187      | Geneysiens    | 16,49            | 311 (2014)                        | 19                 |
| Varennes-Saint-Honorat          | 43252      | Varennous     | 11,91            | 29 (2014)                         | 2,4                |
| Vernassal                       | 43259      |               | 19,23            | 364 (2014)                        | 19                 |

### Démographie
| 1968  | 1975  | 1982  | 1990  | 1999  | 2008  | 2013  |
| ----- | ----- | ----- | ----- | ----- | ----- | ----- |
| 7 331 | 6 610 | 6 223 | 5 954 | 5 880 | 6 589 | 6 601 |

## Administration

### Le siège
Le siège de la communauté de communes est situé place Saint-Georges à Saint-Paulien.

### Les élus
Le conseil communautaire de la communauté de communes des Portes d'Auvergne se compose de 29 membres représentant chacune des communes membres et élus pour une durée de six ans.
Ils sont répartis comme suit :
| Nombre de délégués | Communes |
| ------------------ | --- |
| 1                  | La Chapelle-Bertin, Varennes-Saint-Honorat                                                                                         |
| 2                  | Bellevue-la-Montagne, Blanzac, Borne, Céaux-d'Allègre, Fix-Saint-Geneys Lissac, Monlet, Saint-Geneys-près-Saint-Paulien, Vernassal |
| 3                  | Allègre |
| 6                  | Saint-Paulien |

### Présidence
| Période | Période          | Identité     | Étiquette | Qualité                                      |
| ------- | ---------------- | ------------ | --------- | -------------------------------------------- |
| ?       | 31 décembre 2016 | Denis Eymard | DVD       | Notaire Maire de Saint-Paulien (1983 → 2010) |